# 九州国際高等学園

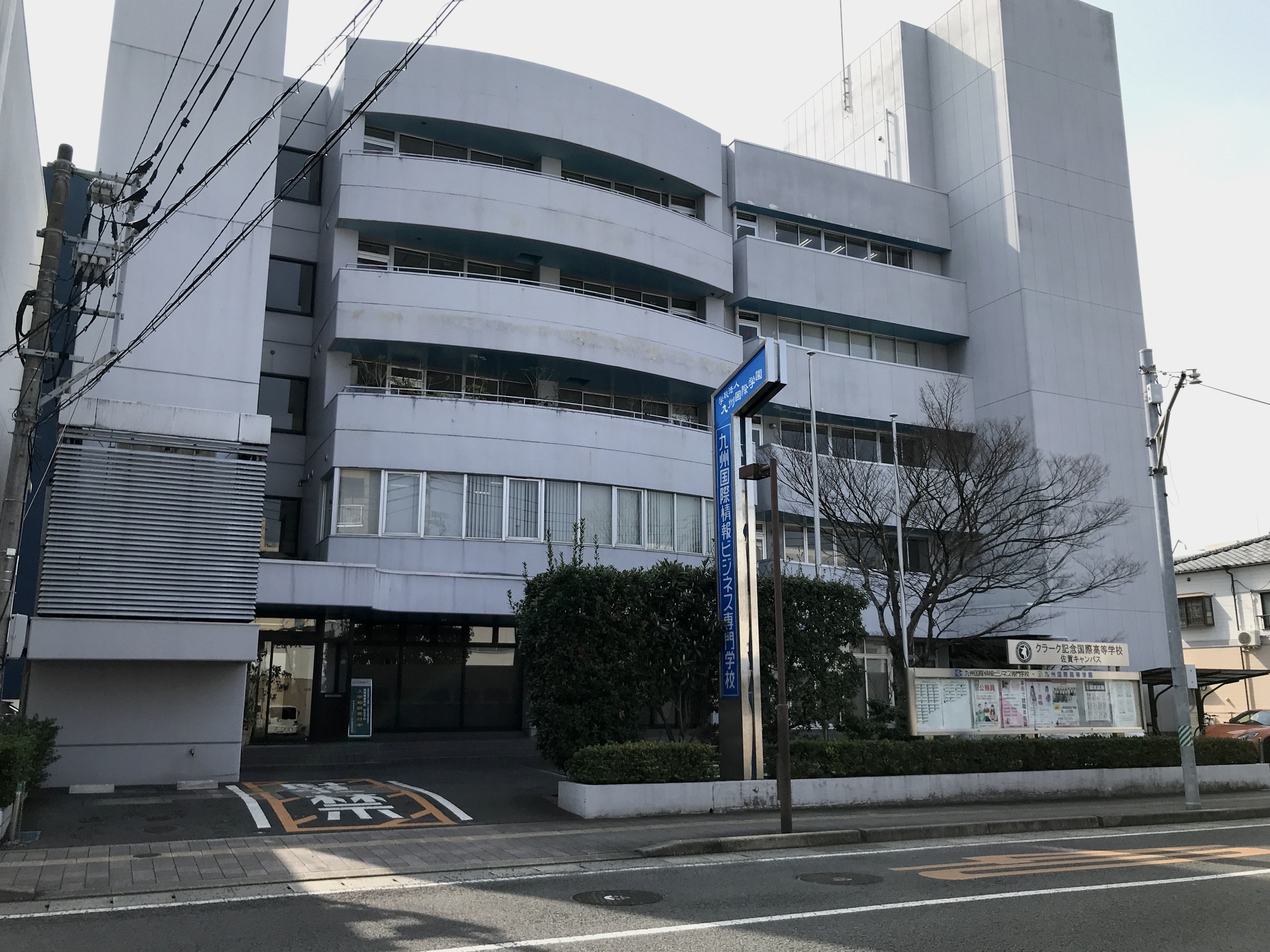
校舎

九州国際高等学園（きゅうしゅうこくさいこうとうがくえん）は、佐賀県佐賀市の中心部、佐賀駅の北側にある私立高等専修学校。専修学校に在学しながら通信制高校にも入学する技能連携を利用することで、提携する高校の卒業資格を取得することも可能である。設置者は学校法人九州国際学園。

## 概要
- 高校中退者などをサポートする教育機関として、2006年に佐賀県知事の認可を受け設立された。
- 不登校経験者でも対応できるよう、小中学校の復習も行っている。
- 定期的な保護者面談を行うなどの支援体制をとっている。

## 学科・コース
- 総合学科
  - クラーク高コース

## 授業
- 1時限は50分であり、15時まで授業がある
  - 教育上必要と認めた場合は、15時以降も授業が行われる

## 所在地
- 九州国際情報ビジネス専門学校と併設している
- 佐賀市神野東1丁目9−32
  - 佐賀駅北口より西へ徒歩3分